# Es Ribell
Es Ribell ist ein kleiner Strand im Osten der Baleareninsel Mallorca. Er befindet sich im nordöstlichen Teil des Gemeindegebietes von Son Servera.

## Lage und Beschreibung

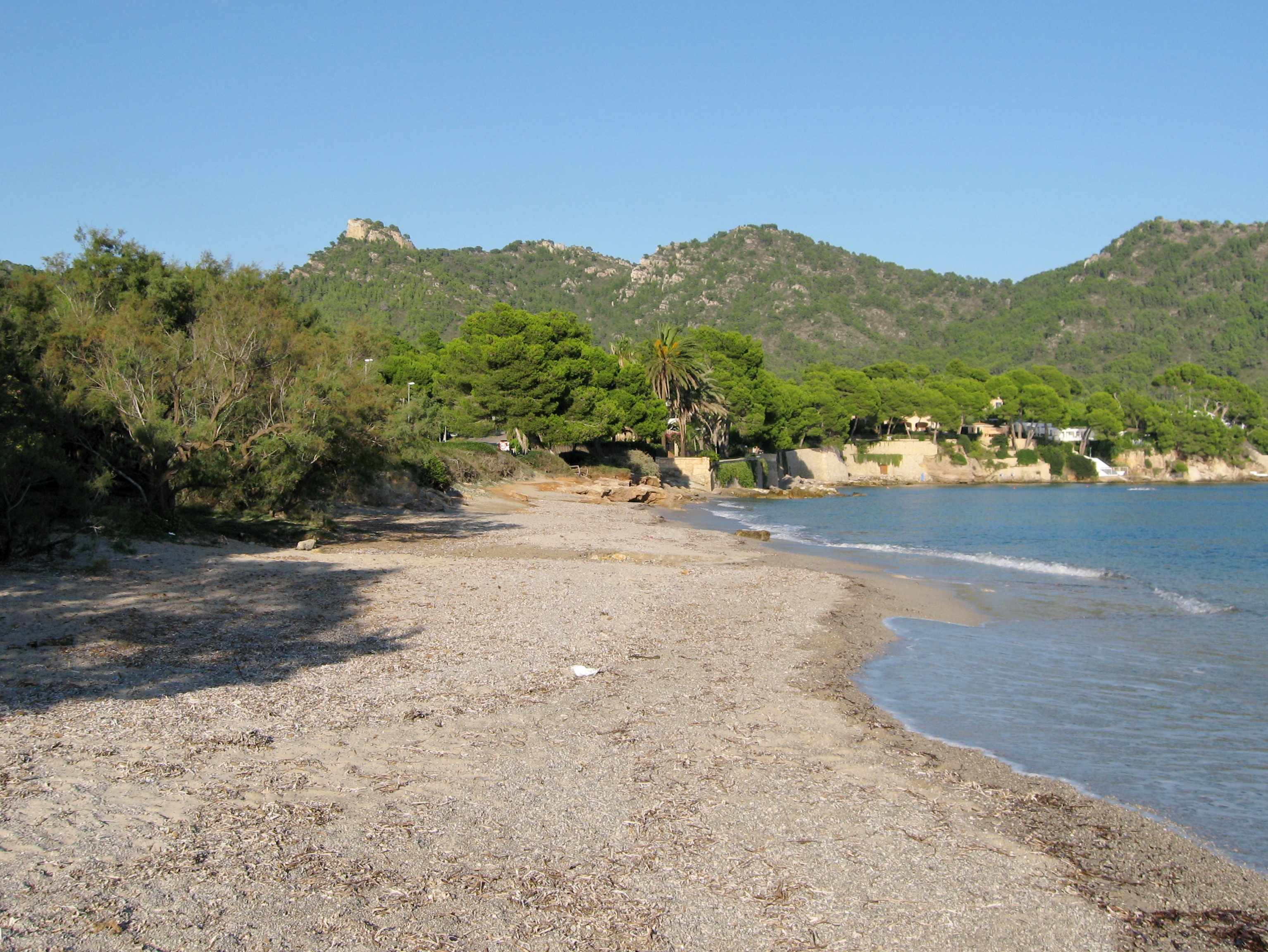
Blick Richtung Costa des Pins

Der Strand es Ribell ist nur etwa 170 Meter lang und liegt zwischen dem größeren von sa Marjal, dessen nördliche Fortsetzung er eigentlich ist, und dem kleineren, nordöstlich gelegenen es Rajolí unterhalb der Siedlung Costa des Pins. Es Ribell und sa Marjal werden durch die Mündung des Torrent de Son Jordi in die Bucht von Son Servera (Badia de Son Servera) voneinander getrennt, einem Sturzbach (Torrent), der nur bei starken Regenfällen ins Meer entwässert.
Heute werden es Ribell und sa Marjal auch in spanischen Veröffentlichungen oft unter dem Namen es Ribell zusammengefasst. Der gesamte Strand befindet sich außerhalb der Bebauung der südlich sa Marjals angrenzenden Siedlung Port Vell und des nördlichen Costa des Pins.
Im Gegensatz zu sa Marjal, wo sich eine Strandbar befindet, an der auch Liegen und Sonnenschirme ausgeliehen werden können, wurde der Strand von es Ribell bisher in seiner Ursprünglichkeit belassen. Die hinter dem Strand etwas erhöht verlaufende Straße wird durch Kiefern und Tamarisken verdeckt. Neben Bussen fährt in den Sommermonaten auch ein Minizug für Touristen von Cala Millor über Cala Bona nach Costa des Pins, der neben der Strandbar von sa Marjal hält, etwa 200 Meter vom Südende es Ribells entfernt.

## Zugang
An der Straße von Cala Millor nach Costa des Pins rechts gelegen, hinter dem Abzweig zur Hauptstraße Richtung Artà und Capdepera.